# Treib-Seelisberg-Bahn
| TSB mit Blick auf den Vierwaldstättersee |                     |                                      |             |
| Fahrplanfeld: | 2560 (früher 1590)  |                                      |             |
| Streckenlänge: | 1,150 km            |                                      |             |
| Spurweite: | 1000 mm (Meterspur) |                                      |             |
| Maximale Neigung: | max. 380 ‰          |                                      |             |
| Minimaler Radius: | 220 m               |                                      |             |
| Streckengeschwindigkeit: | 3,5 m/s = 12,6 km/h |                                      |             |
| |                     |                                      |             |
| Treib–Seelisberg |                     |                                      |             |
| \| \| \| Treib Schifflände Vierwaldstättersee \| \| \| \| 0.00 \| Treib (Talstation) \| 450 m ü. M. \| \| \| \| Koordinaten: 46° 58′ 58,1″ N, 8° 34′ 59,1″ O; CH1903: 687068 / 204162 Ausweichstelle \| \| \| \| 1.15 \| Seelisberg (Bergstation) \| 780 m ü. M. \| |                     |                                      |             |
| |                     | Treib Schifflände Vierwaldstättersee |             |
| Kopfbahnhof Streckenanfang | 0.00                | Treib (Talstation)                   | 450 m ü. M. |
| |                     | Ausweichstelle                       |             |
| Kopfbahnhof Streckenende | 1.15                | Seelisberg (Bergstation)             | 780 m ü. M. |

Die Treib-Seelisberg-Bahn (kurz: TSB) ist eine elektrische Standseilbahn in der Zentralschweiz im Kanton Uri. Sie führt von Treib am Vierwaldstättersee nach Seelisberg. Eine Fahrt dauert 6 bis 8 Minuten, pro Stunde und Richtung können 900 Fahrgäste befördert werden.

## Geschichte
Am 24. Juni 1910 wurde die Konzession für eine Standseilbahn zwischen Treib und Seelisberg erteilt – die derzeitige Konzession der Bahn läuft von 1990 bis 2040. Drei Jahre später entstand die Betreibergesellschaft, die am 30. April 1914 mit dem Bau der Bahn begann. Am 30. Mai 1916 konnte der Betrieb auf der Treib-Seelisberg-Bahn aufgenommen werden. Zunächst wurden lediglich im Sommer Fahrten angeboten, seit 1930 verkehrt die Bahn auch im Winter. 1965 wurde das Wagenmaterial ersetzt, 1966 eine Buslinie als Anschluss in Seelisberg eröffnet und 1967 die Anlage soweit erneuert, dass kein Maschinist mehr notwendig war.
1992 wurde die Anlage umfangreich renoviert, 1997 die Fernsteuer- und Überwachungsanlage erneuert. Die letzten umfangreichen Erneuerungsmassnahmen wurden 2006/2010 mit der Auswechslung der Generatoren sowie des Antriebsmotors vorgenommen.
Bis etwa zu jener Zeit wurde die Aufgabe des Seilbahnführers durch einen «Bergbahnmatrosen» des jeweils anlegenden Vierwaldstättersee-Rundfahrtschiffs übernommen.
Zu den Präsidenten der Bahn zählte der Alt-Ständerat Oswald Ziegler.
Der Betrieb geschieht durch zwei Wagen im Pendelverkehr, die durch einen ortsfesten Schleifringläufermotor mit einer Maximalleistung von 140 PS von der Bergstation aus angetrieben werden. Die Bahn bildet den Anschluss vom Schiffsanleger Treib der Schifffahrtsgesellschaft des Vierwaldstättersees zum Ort Seelisberg und befördert jährlich in zirka 10'000 Fahrten rund 110'000 Fahrgäste.
An der Bergstation in Seelisberg besteht bei jeder Fahrt Anschluss an das Postauto, das direkt vor dem Ausgang wartet.

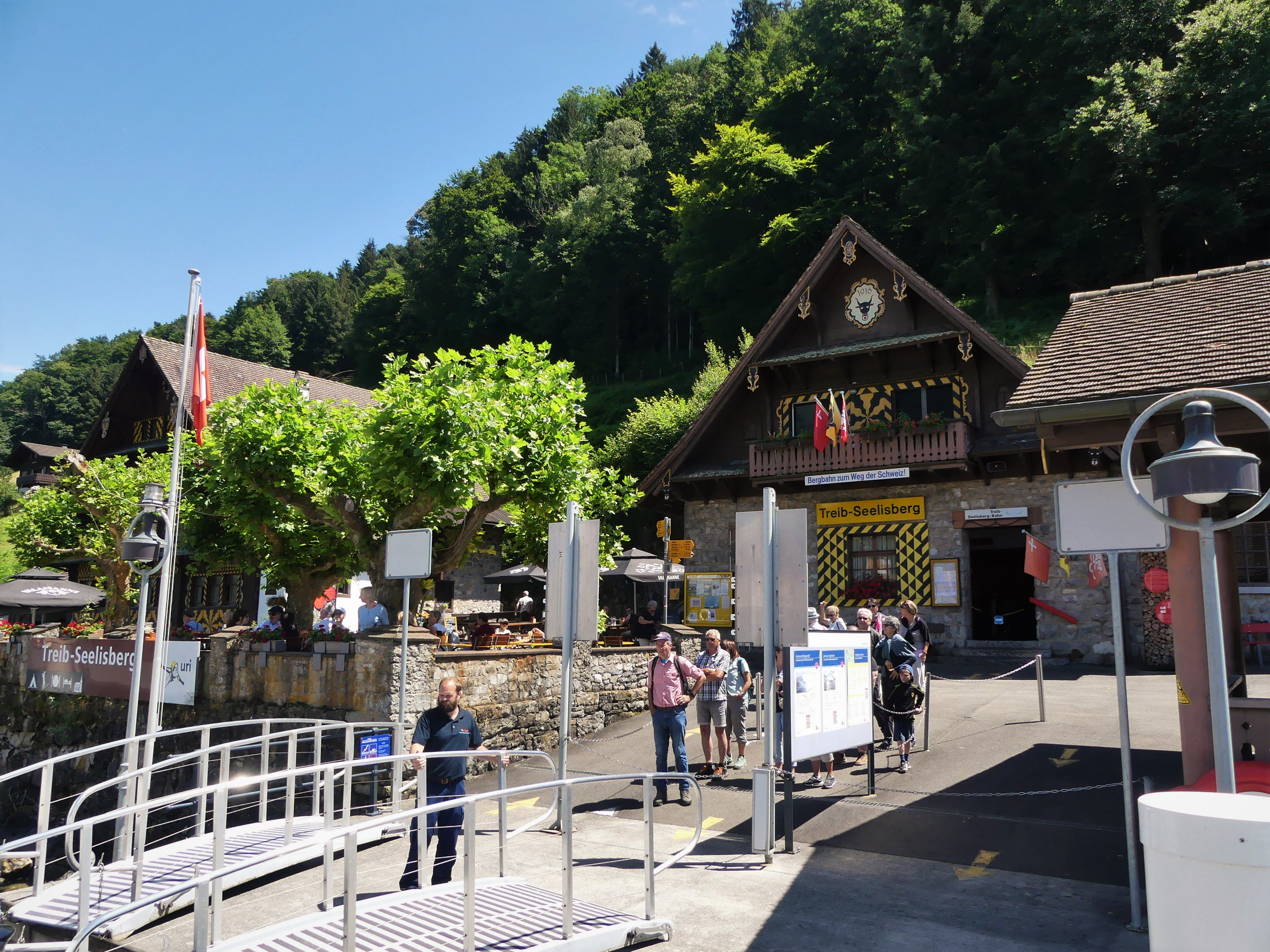
Talstation der Bahn direkt am Schiffsanleger am Vierwaldstättersee
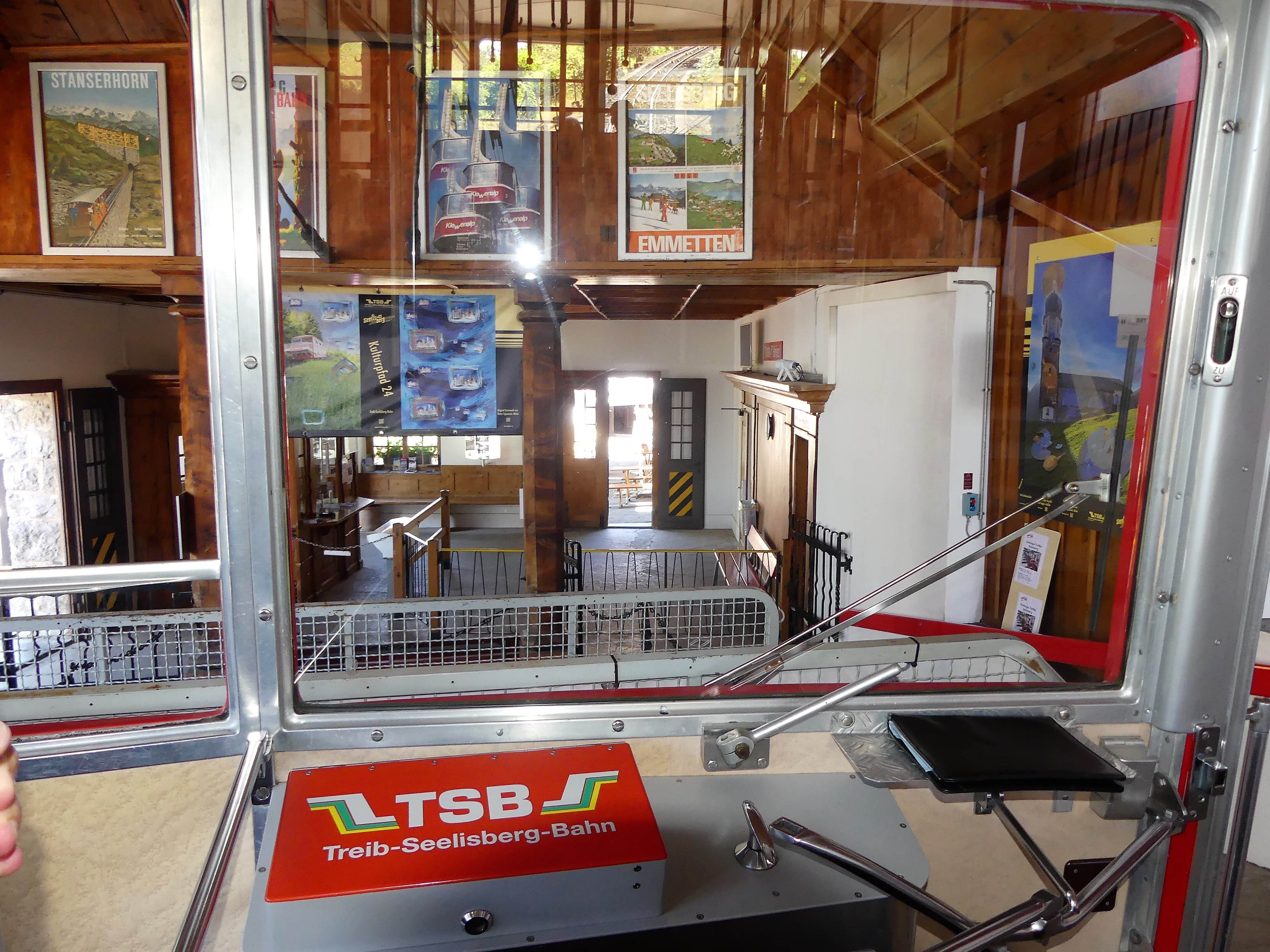
TSB-Wagen in der Talstation
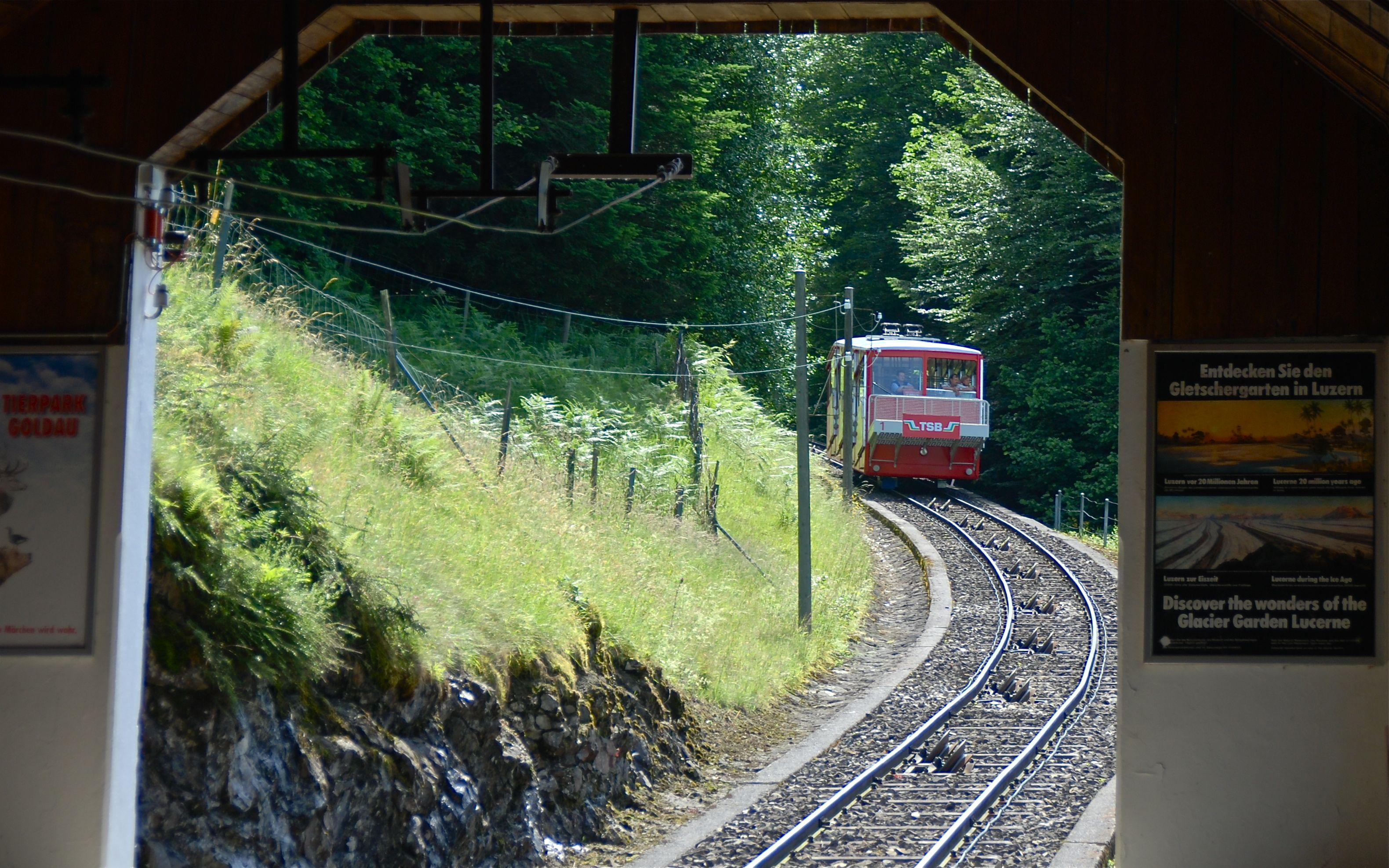
Kurz vor der Einfahrt in Treib
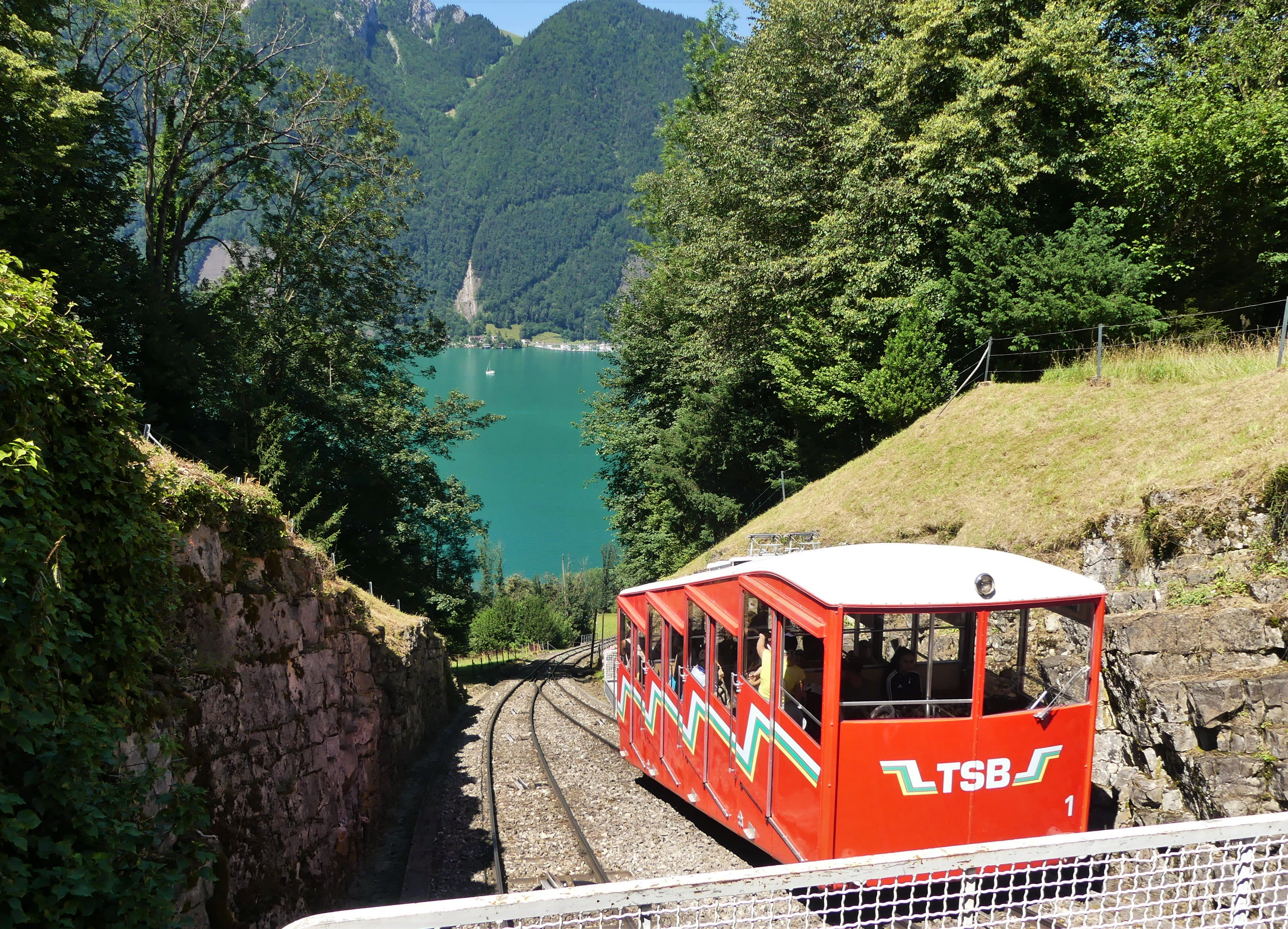
Ausweichstelle in der Mitte der Bahn
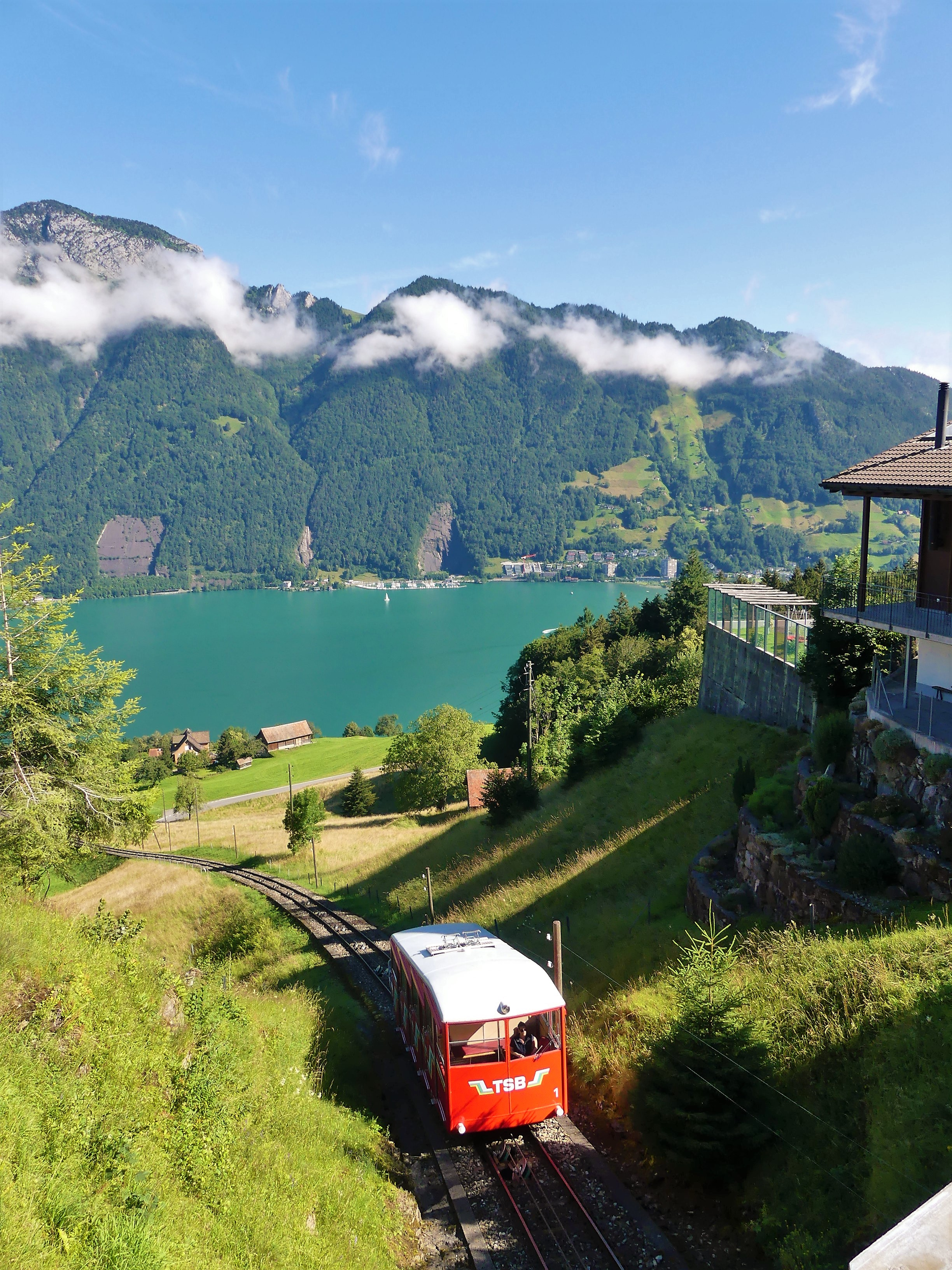
Kurz vor der Bergstation
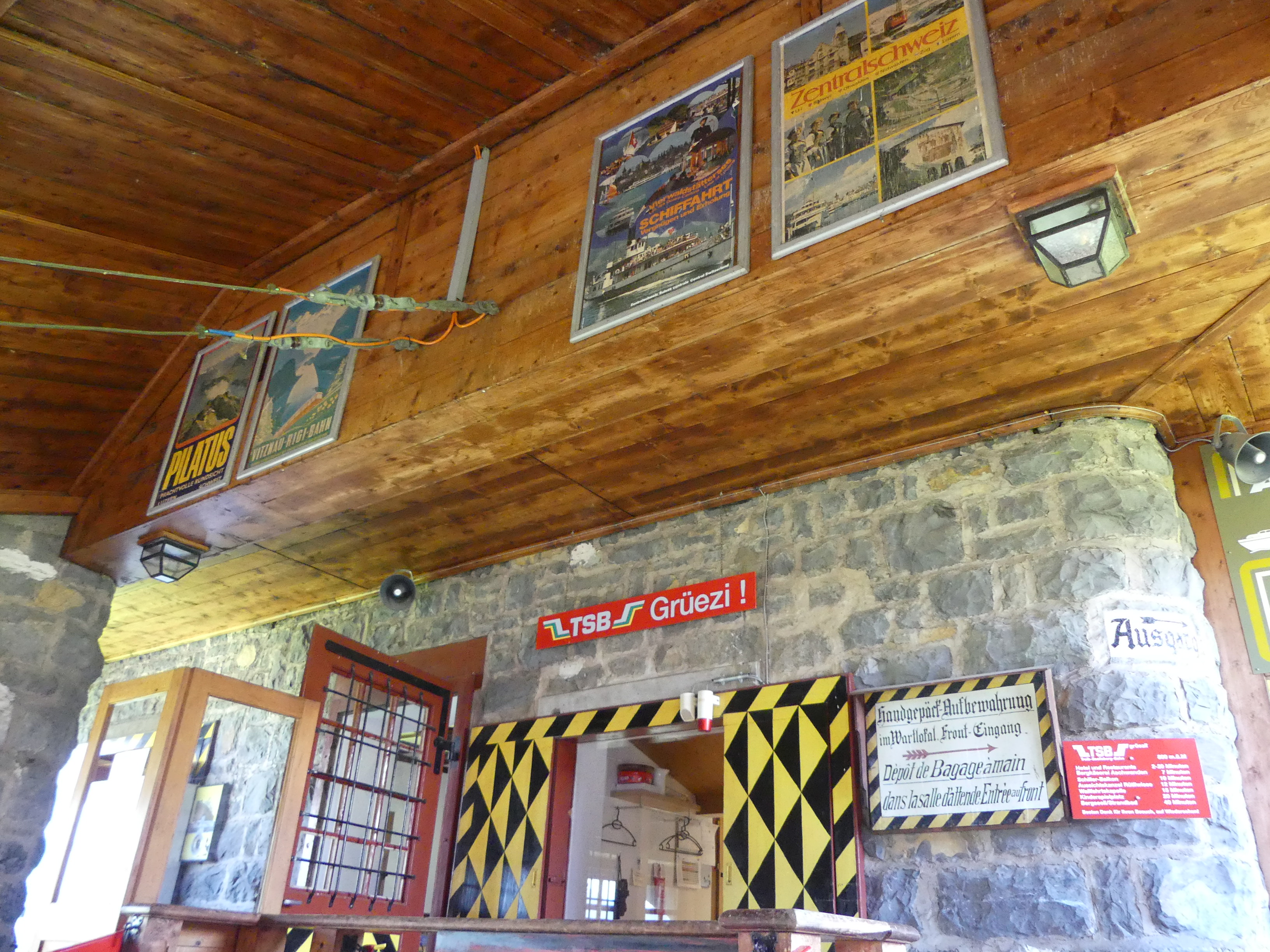
Bergstation Seelisberg, innen